# کودیپه
کودیپه (به یونانی: Κυδίππη)، در اسطوره‌های یونان، همسر آکونیتوس است.
دختری آتنی و از خانواده‌ای مرفه بود. آکونیتوس به او دل بست و از آن‌جا که جوان فقیری بود، خانواده کودیپه به شدت با ازدواج آن‌ها مخالف بودند. آکونیتوس سیبی به کودیپه داد که روی آن نوشته بود: «قسم می‌خورم جز با آکونیتوس ازدواج نکنم.» چون کودیپه این را باصدای بلند خواند، مجبور شد با وجود مخالفت خانواده با او ازدواج کند.